# Fröskogs församling
Fröskogs församling var en församling i Karlstads stift och i Åmåls kommun. Församlingen uppgick 2006 i Fröskog-Edsleskogs församling.

## Administrativ historik
Församlingen har medeltida ursprung.
Församlingar var till 1655 annexförsamling i pastoratet Edsleskog, Fröskog, Laxarby, Mo och Åmål (denna från 1 april 1643 uppdelad i Åmåls landsförsamling och Åmåls stadsförsamling). Från 1685 till 1974 var församlingen annexförsamling i pastoratet  Edsleskog, Fröskog och Mo som till 1 maj 1916 även omfattade Laxarby församling. Från 1974 till 2006 var den moderförsamling i pastoratet Fröskog och Edsleskog. Församlingen uppgick 2006 i Fröskog-Edsleskogs församling.

## Kyrkor
- Fröskogs kyrka